# التخزين الآمن للمياه المنزلية
التخزين الآمن للمياه المنزلية هو موضوع هام في نظام معالجة المياه المنزلية وتخزينها في مكان آمن Household Water Treatment and Safe Storage) HWTS) التي يُروج لها من قبل منظمة الصحة العالمية WHO في جميع أنحاء العالم في المناطق التي ليس لديها أنابيب لمياه الشرب. في هذه المناطق من غير المألوف أن يتم تخزين مياه الشرب في وعاء، جرة، فخار أو خزان في المنزل. حتى لو كان هذا الماء الصالح للشرب من النوعية الميكروبيولوجية المقبولة مبدئيا، فإنها من الممكن أن تصبح ملوثة من اليدين والأواني القذرة، مثل المغارف والأكواب الملوثة. إن خزانات مياه الشرب مع الموزعات الضيقة هي المفتاح (صنبور) هي الوسيلة لحفظ المياه من التلوث في الحين الذي يجري تخزينها في المنزل.
جميع أنواع التخزين الآمن للمياه المنزلية يجب أن تُستخدم مع مياه من مصادر معروفة النظافة أو مع ماء جرت معالجته بشكل فعال من قبل.

## أمثلة من الخزانات
دمجت الأفران الشمسية الدولية Solar Cookers International) SCI)خزانات التخزين الآمن للمياه المنزلية مع برامجهم لتعقيم المياه في كينيا. وهي جزء من حزمة المياه الآمنة التي تتألف من طنجرة Cookit الشمسية، وعاء أسود ومؤشر تعقيم المياه الجزئي Water Pasteurization Indicator) WAPI)، وخزانات التخزين الآمن للمياه المنزلية.
الخزانات مصنوعة يدويا من الطين من قبل حرفيين محليين. وتصميمها يشتمل على فتحة صغيرة في الجزء العلوي لمنع الأطفال من غمس الكؤوس والأيدي الملوثة ربما في ماء الشرب. وهناك حنفية في الجزء السفلي. «ولسوء الحظ، الحنفية مكلفة تقريبا كما هي حال الخزان نفسه». مجموع التكاليف الكلي حوالي 450 KSh شلن كيني أو ما يقارب US$6.00 دولار أمريكي. خزانات الطين الغير مطلية تساعد على الحفاظ على المياه بشكل طبيعي وبارد إلى حد ما في المناخات الجافة لأنه يمتص كمية صغيرة جدا من المياه ومن ثم يتبخر للحفاظ على درجة حرارة المياه داخل الخزان.

## خلفية
إعلان الألفية للأمم المتحدة اعتُمدت من قبل الجمعية العامة في أيلول 2000 وضعت أهداف إنمائية للألفية Millennium Development Goal) MDG)التي لها غاية في أهمية خفض نسبة السكان في العالم في مناطق الفقر المدقع. القرار 19 تحديدا يصرّح باحترام مياه الشرب،" لتصل نسبة سكان العالم الذين لا يستطيعون الحصول أو الوصول على مياه شرب آمنة إلى النصف بحلول عام 2015.
في عام 2009 نشرت الأمم المتحدة تقرير الأهداف الإنمائية للألفية التي تنص على: «إن العالم في طريقه لتحقيق هدف مياه الشرب، على الرغم من أن بعض البلدان لا تزال تواجه تحديات هائلة».
الطريقة الوحيدة التي دعمتها منظمة الصحة العالمية (world health Organization) هي هدف مياه الشرب المأمونة مع برنامجها الذي يستهدف الناس التي لا علاقة لهم بأنظمة مياه المجتمع وتخزينه مواقعها على الإنترنت صرحت بتحسين تقنيات (معالجة المياه المنزلية الآمنة) والذي يمكن أن يحسن بشكل كبير من جودة مياه الشرب والحد من أمراض الإسهال أنه يذكرنا بأن هناك 1.6 مليون حالة وفاة سنويا بالإسهال المرتبطة بالمياه غير الآمنة والصرف الصحي والنظافة وأن هذه النسبة في معظمها من الأطفال دون سن 5 سنوات من العمر.